# Кольорове молоко
«Кольорове молоко» — анімаційний фільм 1979 року Творчого об'єднання художньої мультиплікації студії Київнаукфільм, режисер — Валентина Костилєва.

## Сюжет
Мультфільм за мотивами однойменного вірша Володимира Орлова. Хлопчик Мишко приїхав у село до своєї бабусі на канікули. А у бабусі живе корова Маша, яка дає біле молоко. Мишко випив молоко і закапризував: «Більше не хочу такого». «А якого?» «Блакитного!»...

## Над мультфільмом працювали
- Автор сценарію: Володимир Орлов
- Режисер: Валентина Костилєва
- Художник-постановник: В. Сабліков
- Композитор: Л. Маркелов
- Оператор: Тамара Федяніна
- Звукооператор: Віктор Груздєв
- Ляльководи: Жан Таран, Елеонора Лисицька, А. Трифонов
- Асистенти: Л. Бурланенко, Є. Рябініна, А. Ніколаєнко, Н. Римар
- Ляльки та декорації виготовили: А. Радченко, В. Гахун, В. Яковенко, Яків Горбаченко, Н. Вакуленко
- Редактор: В. Гайдай
- Директор картини: О. Драгаев-Бойчук